# مقاطعة هويلا
هويلا هـي أحد مقاطعات أنغولا وتقع في في جنوبها الغربي، يقدر عدد سكانها بحوالي 2.35 مليون نسمة حسب تعداد سنة 2014، وتقدر مساحتها بـ 79,002 كم2 وعاصمتها هـي المدينة لوبانغو. وتعتبر صناعة السلال من البوص إحدي الصناعات الهامة في المقاطعة.

## التاريخ
تأثرت هويلا بشدة خلال فترات قصيرة نسبياً من الزمن امتدت من وقت حروب البرتغال الاستعمارية (1961-1975) وإبان استقلال أنغولا، وحتى نهاية الحرب الأهلية التي تلت الاستقلال في أنغولا (1975-2002). فقد تخلى المشرفون الأوروبيون عن بلدة أو كوميون كاسينغا، وأصبح المنجم التابع لها مهملاً ومهجوراً خلال الحرب الأهلية الأنغولية. وفي العام الذي تلى ذلك إحتلها الجيش الشعبي لتحرير ناميبيا (بلان)، وهو الجناح العسكري لمنظمة شعب جنوب غرب أفريقيا (سوابو). اتخذ الجيش الشعبي لتحرير ناميبيا (بلان) لاحقاً كاسينغا كنقطة انطلاق لهجمات المتمردين على جنوب غرب أفريقيا، والتي تبعد نحو 250 كيلومتراً إلى الجنوب. وسرعان ما أصبحت قواعدهم ملاذاً للاجئين المحليين خلال حرب استقلال ناميبيا.
في عام 1978، جذب تمركز الجيش الشعبي لتحرير ناميبيا (بلان) في كاسينغا انتباه قوات دفاع جنوب افريقيا، والتي كان يحكمها الأقلية البيضاء. فقامت جنوب أفريقيا في ظل نظام الفصل العنصري بعملية عسكرية كبرى في أنغولا يوم 4 مايو من نفس العام أطلقت عليها «عملية الرنة» (بالإنجليزية: Operation Reindeer)‏، شن فيها مظليين من فوج المظليين 44 بدعم من الطائرات القاذفة وطائرات الهجوم الأرضي هجوم جوي على كاسينغا. استمر الهجوم لمدة ست ساعات تقريباً ومات خلاله حوالي 600 شخص، من بينهم أربعة جنود من قوة دفاع جنوب افريقيا وستين جندياً كوبياً [بحاجة لمصدر] وأكثر من خمسمائة مقاتل من الجيش الشعبي لتحرير ناميبيا (بلان) وأفراد منفيون من جنوب غرب أفريقيا. وأصبحت كاسيغا موقعاً لمزيد من القتال خلال عملية أسكاري في ديسمبر كانون الأول من عام 1983.
شهدت عملية التنمية في فترة ما بعد الاستعمار في أنغولا إنشاء جامعتين في لوبانغو إحداهما هي جامعة ماندومي القومية (بالبرتغالية: Universidade Mandume‏)، والتي سميت على اسم زعيم شعب الأوفامبو إبان فترة الكفاح ضد الاحتلال البرتغالي والأخري هي حرم جامعة بريفادا الأنغولية (بالبرتغالية: Universidade Privada de Angola‏). بدأ النشاط السياحي في النمو في المقاطعة، وهو ينطوي إلى حد كبير علي أصحاب مشاريع ذوي عرق أبيض من ناميبيا، التي تسعى حكومة المقاطعة لجذبهم بنشاط.

## الموقع الجغرافي
يقطع خط تساوي إحداثيات العرض والطول الشمالي الغربي (15°00′S 15°00′E / 15°S 15°E) مقاطعة هويلا بالعرض؛ وتحـد المقاطعة من الغرب مقاطعتي ناميبي وبنغيلا ومن الشمال مقاطعتي بيي وكواندو كوبانغو ومن الجنوب مقاطعة كونيني. يعتبر الطريق المتعرج المعروف باسم ليبا هيل، وكذلك حديقة بيكوري الوطنية Becauri من المعالم الشهيرة في مقاطعة هويلا. تأسست حديقة بيكوري الوطنية في عام 1964 وتبلغ مساحتها 79002 كيلو متر مربع.

## البلديات
تنقسـم مقاطعة هويلا إلى 14 بلدية (بالبرتغالية: municípios‏). وتنقسم تلك البلديات إلى 39 كوميون (بالبرتغالية: communes‏) وهي أصغر وحدة تقسيم إداري في أنغولا.
| إسـم البلدية         | المساحة                          | عدد السكان 2014 | الكثافة السكانية |
| -------------------- | -------------------------------- | --------------- | ---------------- |
| كاكولا               | 3,449 كيلومتر مربع (1,332 ميل2)  | 128,411         | 33.2             |
| كالوكيمبي            | 3,075 كيلومتر مربع (1,187 ميل2)  | 169,420         | 57.6             |
| شيبيا                | 5,180 كيلومتر مربع (2,000 ميل2)  | 181,431         | 35.2             |
| شيكومبا              | 4,203 كيلومتر مربع (1,623 ميل2)  | 127,273         | 30.1             |
| شيبيندو              | 3,898 كيلومتر مربع (1,505 ميل2)  | 61,385          | 15.2             |
| غامبوس (شيانج سابقاً) | 8,150 كيلومتر مربع (3,150 ميل2)  | 75,988          | 9.4              |
| هومباتا              | 1,261 كيلومتر مربع (487 ميل2)    | 82,758          | 66.5             |
| جامبا                | 11,110 كيلومتر مربع (4,290 ميل2) | 100,910         | 9.0              |
| كوفانغو              | 9,680 كيلومتر مربع (3,740 ميل2)  | 75,805          | 7.9              |
| لوبانغو              | 3,140 كيلومتر مربع (1,210 ميل2)  | 731,575         | 232.5            |
| مالاتا               | 9,065 كيلومتر مربع (3,500 ميل2)  | 243,938         | 26.9             |
| كويلانغيس            | 4,464 كيلومتر مربع (1,724 ميل2)  | 68,682          | 17.2             |
| كويبونغو             | 7,633 كيلومتر مربع (2,947 ميل2)  | 146,914         | 19.4             |

## الكوميونات
تنقسم إلى 39 كوميون هـي:
| - كاكولا-سيدي - كابوندا-كفيلونغو - شيانجي-سيدي - شيبيمبا - شيبيا-سيدي - شيكومبا - شيبيندو - دونغو - غالونغي - غانغي | - هومباتا-سيدي - جامبا - جو - كاكوندا - كاليبي - كالوكيمبي - كاسينغا - كيلنغي كوسي - كوتندا - كوفانغو | - لوبانغو - ماتالا - نغولا - كويهيتا - كويبونغو-سيدي - تشيبونغو - أوبا - سانتو أرينا - هويلا - كويلانغيس | - ديندي - إيمولو - ديغولا - كوسي - بامبي - فينكونغو - تشيبيمبي - كابيلانغو - مولوندو |

## التركيبة السكانية
كان السكان الأصليون لتلك المنطقة هم شعب الخويسان Khoisan، ولكن لم يتبقي هناك من تلك الجماعات سوى عدد قليل اليوم منذ أطيح بهم من الأراضي الرعوية من قبل جماعات أخرى. في بعض المناطق تمثل تلك الجماعة أقل من 2٪ من السكان. أغلب المزارعون الرعويون في المقاطعة يعرفون بالنيانيكا-خومبي Nyaneka-Khumbi، ولكنهم لا يشكلون مجموعة عرقية واحدة. إحدي المجموعات العرقية الكبيرة في المقاطعة هي مجموعة مويلا Mwila، الذين سكنوا في الأصل منطقة الهضبة (وسط أنغولا وشمال هويلا).
كان تمييز هويلا بمناخ معتدل نسبياً من أحد أسباب تفضيل المستعمرين لها، فقد كان هناك استعماراً قوياً نسبياً للمقاطعة من قِبَل المهاجرين البرتغاليين الذين اختلطوا في بعض الأحيان بالسكان المحليين. وأدى ذلك إلى توسيع وتنويع الزراعة في ذات الوقت، وأدي أيضا لنمو المدن والبلدات. ومع ذلك، فإن تدفق النازحين بالآلاف خلال الحرب الأهلية أثر بشدة على المقاطعة. فخلال الحرب، هرب عدد كبير من الأوفيمبوندو Ovimbundu إلى مرتفعات مقاطعة هويلا وهم الآن يمثلون نحو 37٪ من السكان في بعض المناطق، ولهم تركز أكبر في المرتفعات الوسطى. هناك الآن أيضا عدد أقل بكثير من الباكونغو Bakongo الذين تم استيعابهم من الكونغو، وقد استقر بعضهم في المقاطعة لدى عودة الباقين. بينما تمثل مجموعة الهيريرو Herero نحو 0.5٪ من السكان.

## روابط خارجية
- الموقـع الرسمـي
- معلومات عـن المقاطعة في موقع إينفـو أنغولا